# ジェイムズ・ハミルトン (第2代アバコーン公爵)

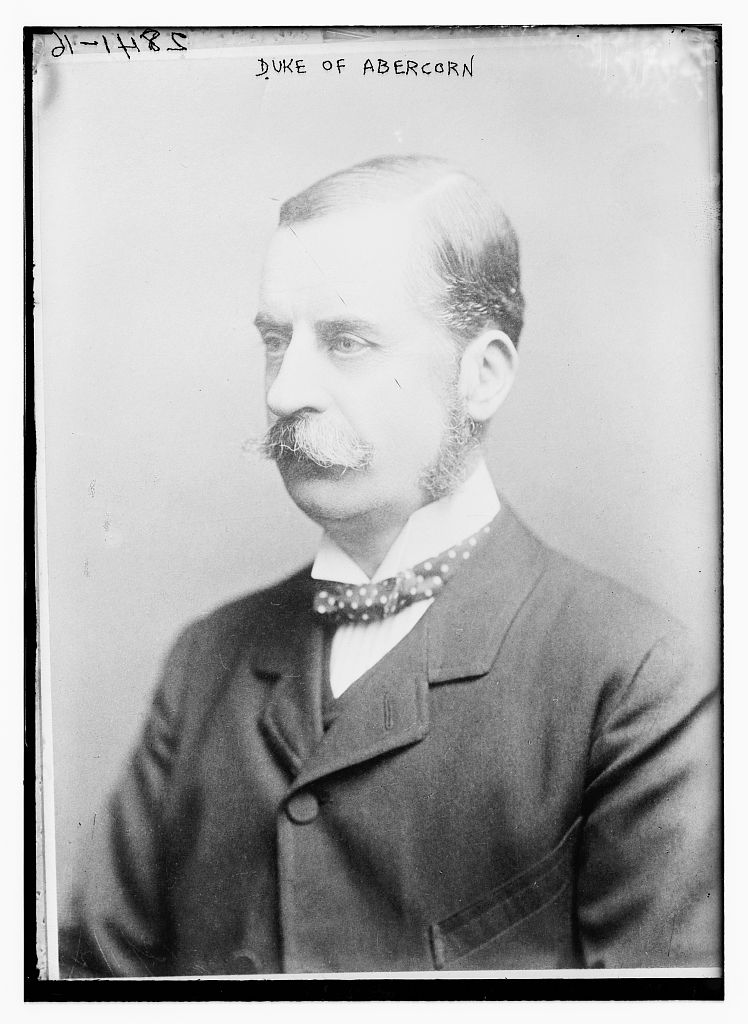
2代アバコーン公（1910年代）

第2代アバコーン公爵ジェイムズ・ハミルトン（英: James Hamilton, 2nd Duke of Abercorn、1838年8月24日 - 1913年1月3日）は、イギリスの貴族。ガーター勲章勲爵士（KG）、バス勲章コンパニオン勲爵士（CB）、アイルランド枢密顧問官。
第2代アバコーン侯爵ジェイムズ・ハミルトン（後の初代アバコーン公爵）と、その妻で第6代ベッドフォード公爵ジョン・ラッセルの娘であるルイーザ・ハミルトンの間に長男としてサセックス州ブライトンで生まれた。1868年に父親がアバコーン公爵に叙されるまでは「ハミルトン子爵」の、1868年から自身が襲爵するまでは「ハミルトン侯爵」の儀礼称号で称された。
ハーロー校を経てオックスフォード大学クライスト・チャーチで学び、1860年に学士号（B.A.）を、1865年に修士号（M.A.）を取得。
1860年から1880年までドニゴール県選挙区選出の保守党所属庶民院議員。1863年、ティロン県の県長官（High Sheriff of Tyrone）に任じられる。1865年にはデンマーク王クリスチャン9世にガーター勲章を授与するための特使としてデンマークへ派遣された。1866年から1885年までLord of the Bedchamberとして、1886年から1891年までGroom of the Stoleとしてウェールズ公アルバート・エドワード王子（後のイギリス王エドワード7世）に仕えた。1885年に父親の死去により爵位を相続し、加えて父親が就任していたドニゴール県統監（Lord Lieutenant of Donegal）や、フリーメイソンのアイルランド・グランド・ロッジの団長を引き継いだ。1887年、アイルランド枢密顧問官に列せられる。1901年にはエドワード7世の即位を伝える特使としてデンマーク・スウェーデン・ノルウェー・プロイセン・ザクセンを歴訪し、翌1902年に行われたエドワード7世の戴冠式においては大司馬を務めた。
1865年にバス勲章コンパニオンを、1892年にガーター勲章を授けられた。ほかにデンマークからダンネブロ勲章を、ロシアから聖アンナ勲章を、オーストリア＝ハンガリーから鉄冠勲章とレオポルト勲章を受勲している。
ロンドンのグローヴナー・スクエアで肺炎のため73歳で死去し、ティロン県ニュータウンスチュワート近くのバロンズコートに葬られた。

## 家族
初代ハウ伯爵リチャード・カーゾン＝ハウの娘メアリ・アンナと1869年1月7日にロンドンの聖ジョージ教会で結婚した。
- 第3代アバコーン公爵ジェイムズ・アルバート・エドワード・ハミルトン （1869年 - 1953年） - 1913年襲爵
- クロード・ペン・アレグザンダー・ハミルトン卿 （1871年）
- チャールズ・ハミルトン卿 （1874年）
- レディ・アレグザンドラ・フィリス・ハミルトン （1876年 - 1918年）
- クロード・フランシス・ハミルトン （1878年）
- レディ・グラディス・メアリ・ハミルトン （1880年 - 1917年） - 第7代ウィックロー伯爵（英語版）ラルフ・ハワード（英語版）夫人
- アーサー・ジョン・ハミルトン卿 （1883年 - 1914年） - アイリッシュガーズ大尉。Deputy Master of the Household[訳語疑問点]
- 男子 （1886年）
- クロード・ナイジェル・ハミルトン卿（英語版） （1889年 - 1975年） - グレナディアガーズ大尉。Deputy Master of the Household